# Guus Kouwenhoven
Guus (Gus) Kouwenhoven ('s-Hertogenbosch, 15 februari 1942) is een Nederlands zakenman en eigenaar/directeur van diverse bedrijven die actief zijn in Liberia. Op 21 april 2017 werd hij tot 19 jaar celstraf veroordeeld voor illegale wapenhandel en medeplichtigheid aan oorlogsmisdrijven in Liberia en Guinee.

## Verdenking
Op 21 maart 2005 werd Kouwenhoven in Rotterdam aangehouden op verdenking van wapensmokkel naar Liberia en oorlogsmisdrijven in dat land in de periode 1999-2003. De advocaat in het proces was Inez Weski.
Volgens een rapport van de VN startte Kouwenhoven in de jaren 80 in Monrovia het Hotel Africa dat een centrale rol speelde in de wapenhandel. Hij zou via zijn contacten met diens economisch adviseur Emmanuel Shaw tot de directe kring rond de toenmalige Liberiaanse dictator Charles Taylor behoren. Hij werd ervan verdacht verantwoordelijk te zijn voor de logistiek van de wapensmokkel van Monrovia naar Sierra Leone waarbij het bedrijf waar hij directeur van was, Oriental Timber Corporation (OTC), als dekmantel diende. Ook deze dekmantel heeft overigens een controversiële status; het bedrijf is actief in de productie van tropisch hardhout, heeft de grootste concessie voor het kappen van hout in Liberia en het is onduidelijk wie de uiteindelijke eigenaar is. Kouwenhoven richtte OTC in 1999 op, samen met een Indonesische zakenpartner. Sinds 2005 staat Kouwenhoven op de EU-lijst van personen en organisaties waarvan het vermogen bevroren moet worden als gevolg van hun activiteiten in Liberia. In januari 2009 hief de VN zijn reisverbod en de bevriezing van zijn banktegoeden op.

## Strafzaak
Op 7 juni 2006 werd Kouwenhoven door de rechtbank 's-Gravenhage veroordeeld tot acht jaar gevangenisstraf wegens illegale wapenhandel. Dit was de maximumstraf die de rechtbank op kon leggen voor illegale wapenhandel. De rechtbank sprak Kouwenhoven vrij van deelneming aan oorlogsmisdrijven. De strafeis van 20 jaar van het Openbaar Ministerie was mede daarop gebaseerd.

### Hoger beroep
In afwachting van het hoger beroep dat zowel door het Openbaar Ministerie als door Kouwenhoven werd aangetekend, werd de voorlopige hechtenis van Kouwenhoven op 19 maart 2007 geschorst. Op 11 april 2007 antwoordde minister van Justitie Hirsch Ballin op Kamervragen van SP-Tweede Kamerlid Krista van Velzen dat Kouwenhoven sinds hij op vrije voeten is als vluchtgevaarlijk wordt beschouwd. Op 10 december 2007 deed het OM een verzoek om twee nieuwe getuigen anoniem door de rechter-commissaris te horen. Deze getuigen waren reeds door de Nationale Recherche in het buitenland gehoord, maar het Speciaal Hof voor Sierra Leone had het gebruik van hun verklaringen in de zaak-Kouwenhoven geweigerd. Naderhand stemde het speciaal hof alsnog toe met het verhoor van de getuigen. Het hof in Den Haag hield zijn beslissing op deze vordering aan tot de inhoudelijke terechtzitting, omdat het zich dan pas een oordeel kon vormen over de noodzaak tot het horen van de getuigen.
Op 10 maart 2008 werd Kouwenhoven in hoger beroep door het gerechtshof 's-Gravenhage van de gehele tenlastelegging vrijgesproken. Het hof oordeelde dat het niet de overtuiging had bekomen dat Kouwenhoven de strafbare feiten had gepleegd, omdat het de bewijsmiddelen onvoldoende betrouwbaar vond. Het hof wees ook de vordering van het OM af om twee getuigen anoniem te horen. Het overwoog daartoe dat de verklaringen van de getuigen in het eerdere proces-verbaal van bevindingen van de Nationale Recherche op onderdelen onjuist en onverenigbaar waren met andere getuigenverklaringen. Bovendien zou het hof slechts beperkt in staat zijn om de betrouwbaarheid van de anoniem te horen getuigen te toetsen. Het hof zag daarom geen noodzaak tot het horen van deze getuigen en wees de vordering van het OM af.

### Cassatieberoep
Het OM ging 20 maart 2008 in cassatie. De advocaat-generaal bij de Hoge Raad concludeerde op 5 januari 2010 tot afwijzing van het cassatieberoep. Op 20 april 2010 deed de Hoge Raad uitspraak. De raad oordeelde dat het hof onvoldoende had gemotiveerd waarom het de vordering van het OM om twee extra getuigen te horen afwees. De raad vernietigde het arrest van het hof in Den Haag en verwees de zaak naar het gerechtshof 's-Hertogenbosch, zodat de zaak door dit hof opnieuw kon worden afgedaan.

### Beroep na verwijzing
Op 21 april 2017 veroordeelde het gerechtshof 's-Hertogenbosch Kouwenhoven bij verstek tot 19 jaar celstraf voor illegale wapenhandel en medeplichtigheid aan oorlogsmisdrijven in Liberia en Guinee. In december van dat jaar werd hij in Zuid-Afrika aangehouden op verzoek van het Nederlandse Openbaar Ministerie. Op 18 december 2018 verwierp de Hoge Raad het (tweede) cassatieberoep van Kouwenhoven, waarmee de in 2017 door het hof uitgesproken veroordeling definitief werd. In november 2020 is zijn visum ingetrokken en is hij als ongewenst persoon bestempeld in Zuid-Afrika, in september 2021 heeft het Zuid-Afrikaanse Hooggerechtshof besloten dat hij uitgeleverd kan worden. Desondanks leeft hij in 2023 nog in vrijheid in Zuid-Afrika.